# Japanisch-Sowjetischer Grenzkonflikt
Der Japanisch-Sowjetische Grenzkonflikt von 1938/39 war Folge des Versuchs Japans, die Grenzen des Mandschukuostaats zur Sowjetunion weiter in Richtung Norden auszudehnen.

## Hintergrund
Die Mandschurei war, wie auch das übrige Ostasien, seit dem 19. Jahrhundert in den Blick imperialistischer Mächte geraten. Nach dem Russisch-Chinesischen Krieg von 1900 und durch den schon vorher begonnenen Bau der Ostchinesischen Eisenbahn geriet sie in den Einflussbereich des Russischen Kaiserreiches. Im Zuge der japanischen Expansionsbestrebungen in Ostasien seit der Meiji-Restauration hatte das mit Russland konkurrierende Japanische Kaiserreich das benachbarte Korea schrittweise, speziell nach dem Ersten Japanisch-Chinesischen Krieg, in seine Einflusssphäre ziehen können.
Japan forderte 1903 einen Rückzug der russischen Truppen aus der Mandschurei und die Anerkennung der japanischen Interessen in Korea. Der folgende Disput endete 1904 im Russisch-Japanischen Krieg, den Japan für sich entscheiden konnte. Russland musste 1905 die Mandschurei räumen, die wieder an das Kaiserreich China der Qing-Dynastie zurückgegeben wurde. Um die von Japan in der Mandschurei beanspruchten Rohstoffe nach Korea zu bringen und von dort nach Japan verschiffen zu können, wurde die Südmandschurische Eisenbahn errichtet, die von der japanischen Kwantung-Armee bewacht wurde. Um die Ausbeutung der Rohstoffe auch langfristig zu sichern, strebte man in Japan mehr politischem Einfluss in der Mandschurei. Auf den Mukden-Zwischenfall 1931, der von den japanischen Offizieren initiiert worden war, folgte die Mandschurei-Krise, in der die Kwantung-Armee die Mandschurei besetzte und dort den Marionettenstaat Mandschukuo etablierte. Diese Okkupation wurde von den USA im Rahmen der Hoover-Stimson-Doktrin verurteilt, auch der Völkerbund protestierte, unternahm jedoch keine weiteren Schritte.
Die immer weiter ausgreifenden Expansionsbestrebungen Japans in China führten 1937 zum Zweiten Japanisch-Chinesischen Krieg. Aus den Ausdehnungsplänen in Richtung Norden über die Grenze zur Sowjetunion und der Mongolei ergaben sich Streitigkeiten um den Grenzverlauf des Mandschukuostaats.

## Gegenargumente zu japanischen Expansionsplänen in Richtung Sowjetunion

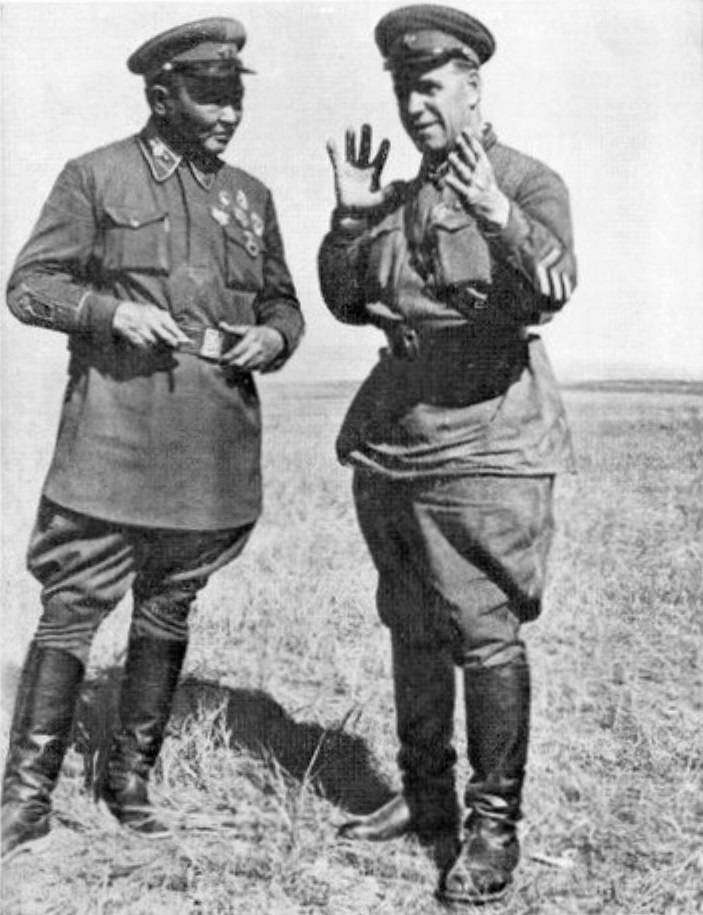
Chorloogiin Tschoibalsan (links) mit Georgi Schukow (rechts) während der Schlacht am Chalchin Gol

Aus der Sicht nicht nur der sowjetischen Historiographie wurden mit der Schlacht am Chalchyn gol (auch Chalcha; russische Schreibweise, transkribiert: Chalchin-Gol, auch Chalchin Gol) die Expansionspläne Japans in Richtung Sowjetunion und Mongolei aufgehalten. Die bewaffneten Provokationen der Japaner waren nach sowjetischer Geschichtsauffassung nur der Anfang zu einer großangelegten Operation. Dabei sollte der Einfluss der Sowjetunion auf die Mongolische Volksrepublik beseitigt und das Land dem japanischen Einfluss unterworfen werden.
Unmittelbarer Anlass für den Japanisch-Sowjetischen Grenzkonflikt war der ungeklärte Grenzverlauf. Die jeweiligen Gebietsansprüche, von denen keine Seite abweichen wollte, betrafen nur wenige Kilometer. Mehrmalige bewaffnete Zusammenstöße zwischen berittenen mongolischen und mandschurischen Grenzpatrouillen führten allmählich zur Ausweitung des militärischen Konfliktes, wobei zuerst die japanische Seite und dann auch die sowjetische Seite Truppen heranführten. Japan beabsichtigte, die Gewaltspirale zu beenden, um keine militärischen Kapazitäten von der Hauptstoßrichtung in China abziehen zu müssen. Auf sowjetischer Seite herrschte die Meinung vor, dass man es den Japanern „ein für allemal zeigen“ müsse, um eventuellen Annexionswünschen eine Abfuhr zu erteilen.
Bei aller Härte der Schlacht am Chalchin Gol errichteten die Japaner nur eine Front von 38 km Breite (in mehreren Linien gestaffelt), die von der Roten Armee auf beiden Seiten umgangen wurde (60 km sowjetische Frontbreite). Auch sowjetische Historiker führen an, dass es sich nicht um die eigentliche Invasion, sondern zunächst nur um japanische Testangriffe gehandelt habe, die vor allem Aufschlüsse über Schnelligkeit und Umfang einer sowjetisch-mongolischen Reaktion im Falle einer Invasion erbringen sollte, bzw. ob die Sowjetunion überhaupt ernsthafte Schritte zur Verteidigung der Mongolei unternehmen würde.
In den Kampfhandlungen ließen sich die strittigen Gebietsansprüche im Grenzgebiet nachhaltig durchsetzen. Aus sowjetischer Sicht hätten die Japaner erkennen müssen, dass eine Invasion der Mongolei auf heftigeren Widerstand als erwartet treffen würde.

## Schlacht am Chassansee/Changkufeng-Zwischenfall
Als der japanische Botschafter am 15. Juli 1938 von der Sowjetunion forderte, ihre Truppen von den zwei Anhöhen (высота) Besymjannaja (russisch высота Безымянная, deutsch namenlose Höhe, chin. Shachaofeng) und Saosjornaja (russisch высота Заозёрная, deutsch Anhöhe hinter dem See, chinesisch Changkufeng) am Chassansee (ca. 130 km südwestlich von Wladiwostok, Region Primorje) zurückzuziehen, kam die Sowjetunion den Forderungen nicht nach. So kam es am 29. Juli zu ersten Angriffen, welche die Rote Armee abwehren konnte. Am 31. Juli gelang den Japanern jedoch der Durchbruch und die sowjetischen Truppen zogen sich zurück. Nachdem die Sowjetunion ihre Truppen neu organisiert und aufgefrischt hatte, startete sie Anfang August einen Gegenangriff, der die Japaner zum Rückzug zwang. Am 11. August endete der Konflikt, nachdem der japanische Botschafter um Frieden gebeten hatte. Dieser Vorfall wird im Westen auch nach dem chinesischen Namen als Changkufeng-Zwischenfall (japanisch chōkohōjiken) bezeichnet.

## Schlacht am Chalchin Gol/Nomonhan-Zwischenfall

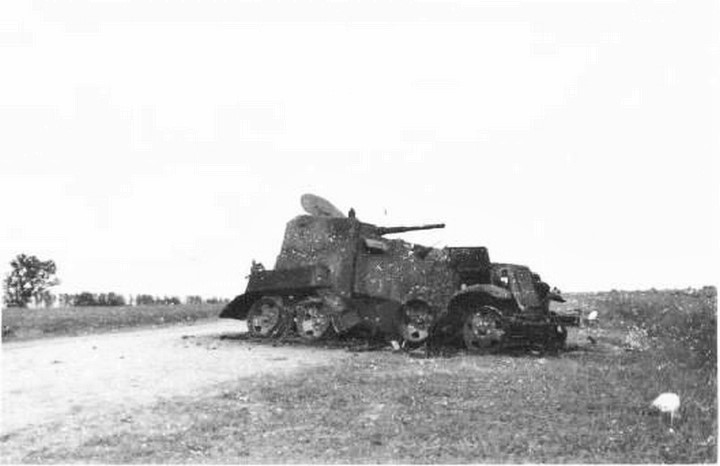
Zerstörter sowjetischer Panzerwagen BA-10 nach der Schlacht

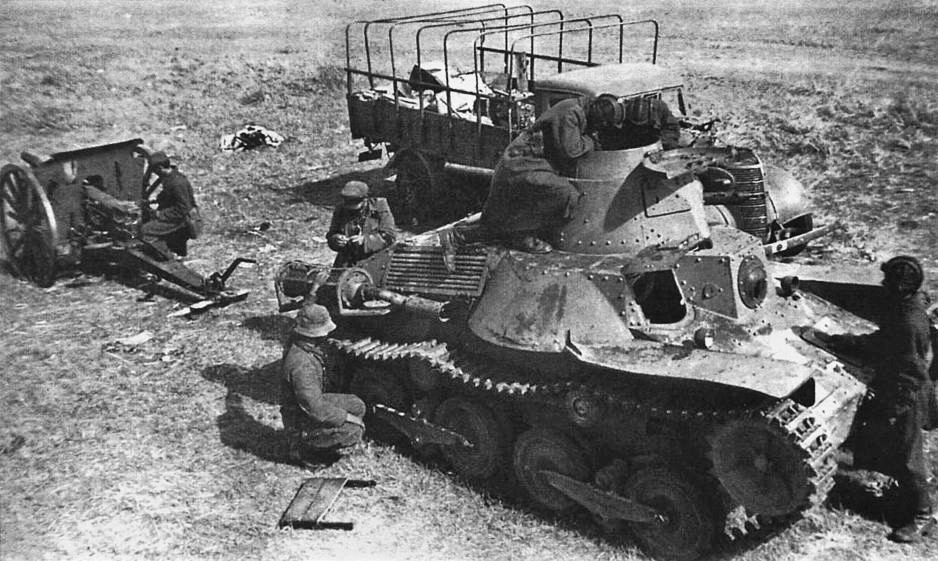
Von sowjetischen Truppen erbeuteter japanischer Typ 95 Ha-Gō-Panzer nach der Schlacht am Chalchin Gol

Der Fluss Chalchin Gol liegt im Grenzgebiet zwischen der Mongolei und dem damaligen Mandschukuo. Die Grenzstreitigkeiten betrafen den Unterlauf des Flusses, der dort von Nord nach Süd verläuft, 130 m breit ist und relativ schnell fließt. Die Japaner beanspruchten den Fluss als Westgrenze Mandschukuos, während die Sowjetunion für die Mongolei einen 15 km breiten Gebietsstreifen am Ostufer beanspruchte. 25 km östlich liegt das Städtchen Nomonhan, das – vor allem in Japan – ebenfalls als Namensgeber für den Konflikt dient (ノモンハン事件, Nomonhan jiken, deutsch Nomonhan-Zwischenfall).
Als am 11. Mai 1939 eine etwa 70 bis 90 Mann starke Kavallerie-Einheit der Mongolischen Revolutionären Volksarmee in der umstrittenen Gegend am Ostufer des Flusses ihre Pferde grasen ließ, wurde sie von Mandschukuo-Truppen vertrieben. Als einige Tage später eine größere Einheit mongolischer Soldaten in das Gebiet einrückte, schafften es die Truppen aus Mandschukuo nicht mehr, sie zu vertreiben. Deshalb wurde die japanische 6. Armee der Kwantung-Armee zu Hilfe gerufen, die eine Aufklärungstruppe entsandte.
Die Gegend war für ernsthafte militärische Handlungen ungeeignet, da keinerlei Infrastruktur und Transportwege bestanden. Die Japaner hatten für den Truppen- und Ausrüstungstransport lediglich eine kleine Eisenbahnlinie mit geringer Kapazität bis Nomonhan, wo es nur einen sehr kleinen Bahnhof gab. Die restlichen 30 km bis zur Front mussten auf einer unbefestigten Straße zurückgelegt werden.
Auf der mongolischen Seite waren die Transportmöglichkeiten noch schlechter. Die nächste Eisenbahnstation war ca. 350 km entfernt. Die Rote Armee setzte am Anfang, als der Konflikt langsam eskalierte, ein Eisenbahnbataillon ein, um eine Bahnstrecke an die Front zu bauen. Dadurch hatte die japanische Seite wenig militärische Kräfte am Konfliktherd, die sie kaum mit Nahrungsmitteln und schon gar nicht ausreichend mit Munition versorgen konnte, während die Sowjetunion ein Vielfaches an Truppen und Kampftechnik (besonders Artillerie) sowie Munition bereitstellen konnte.
Die Übermacht der Roten Armee war bei der Artillerie dreifach bei zusätzlich überlegener Qualität der Waffen, bei der Truppenstärke zweifach und den sowjetischen Panzern hatten die Japaner nichts qualitativ Ebenbürtiges gegenüberzustellen.

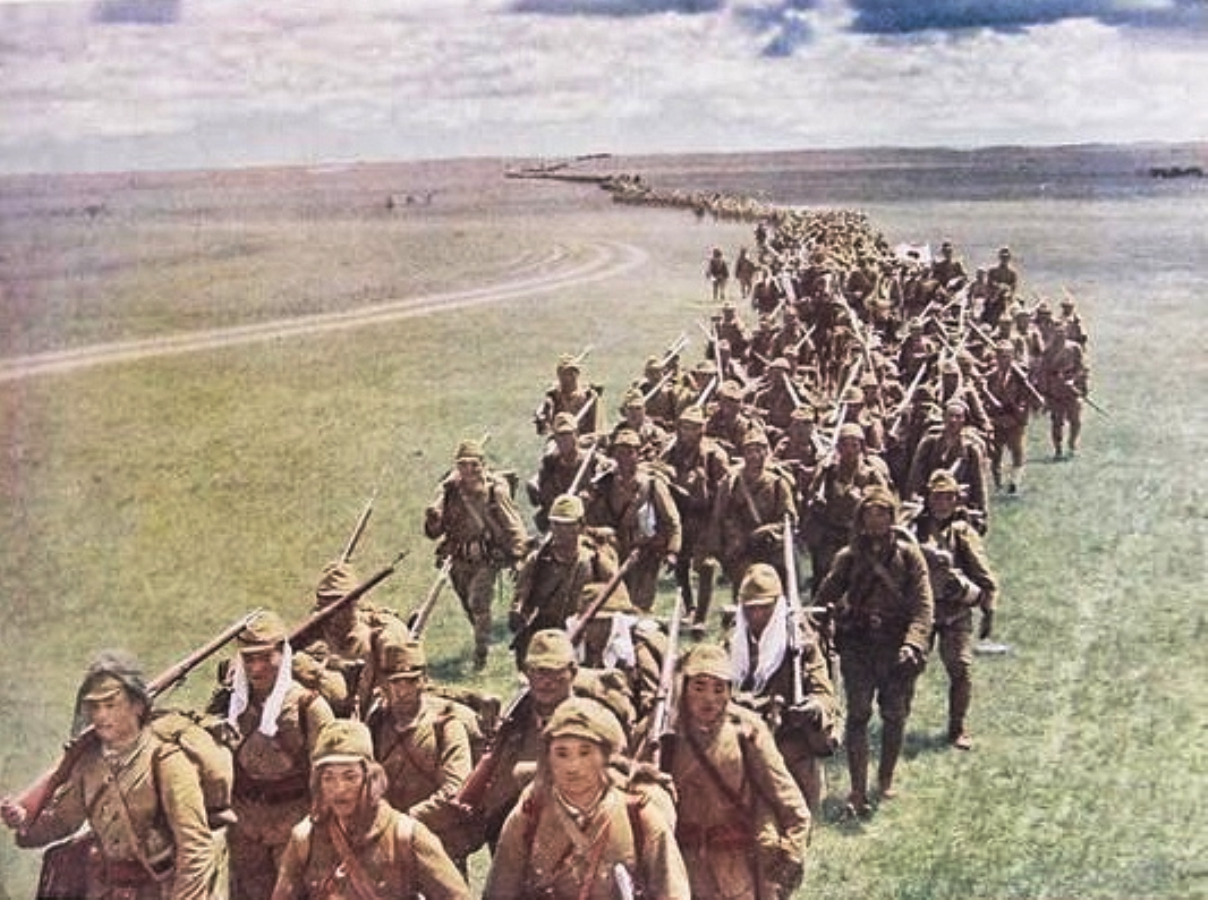
Soldaten der japanischen 23. Division auf dem Vormarsch

Josef Stalin ließ einen Plan zur Vertreibung der Japaner ausarbeiten. Nach Zusammenziehungen von sowjetischen und mongolischen Truppen standen die Japaner einer Übermacht gegenüber. Bei der ersten ernsten Auseinandersetzung starben acht Offiziere und 97 Soldaten, ein Offizier und 33 Soldaten wurden verwundet. Die Kwantung-Armee hielt das Gebiet für zu unbedeutend, um weitere Truppen zu opfern. Nachdem Sowjets und Mongolen bei kleineren Gefechten im Juni einige Mandschukuo-Einheiten angegriffen hatten, erhielt der Kommandeur der 23. japanischen Division, Generalleutnant Komatsubara Michitarō die Erlaubnis, die Eindringlinge zu vertreiben.
Auf japanischer Seite kämpften Einheiten der japanischen 6. Armee:
- 23. und 7. Division, 8. Grenzschutz-Division (zusammen 25 Infanteriebataillone)
- 1. mechanisierte Brigade (Generalleutnant Yasuoka Masaomi) mit dem 3. Panzerregiment, Oberst Ketaki Yoshimaru und 4. Panzerregiment, Oberst Yoshio Tamada (ca. 60 Panzer mit kurzläufiger 37-mm-Kanone)
- 4 Artilleriedivisionen
- 3 Kavalleriebrigaden
- 200 Flugzeuge

Auf sowjetisch-mongolischer Seite wurden eingesetzt:
- 57. besonderes Schützenkorps, General N. I. Feklenko (32., 39. und 40. Schützen-Division)
- 82. Schützen-Division
- 36. motorisierte Division (Generalmajor I. P. Dorofejew)
- 11. Panzerbrigade (Brigadekommandeur Michail P. Jakowlew)
- 7. motorisierte Panzerbrigade (Major A. L. Lesow)
- 8. motorisierte Panzerbrigade (Oberst W. A. Mischulin)
- 9. motorisierte Panzerbrigade (Oberst S. I. Oleinikow)
- mongolische 6. und 8. Kavalleriedivision
- 15 Artillerieabteilungen
- 7 Fliegerabteilungen

Geführt wurden die sowjetisch-mongolischen Truppen von:
- 1 Frontstab
- 2 Armeestäben
- 2 Korpsstäben

Am 1. Juli starteten die Japaner ihre Operationen und konnten den Fluss überqueren, bis sie am Abend des 2. Juli von den sowjetischen Truppen zum Stehen gebracht wurden. Stalin hatte inzwischen Schukow als Befehlshaber im Fernen Osten eingesetzt, der nach dreitägigen schweren Kämpfen mit seinen Panzern die Japaner über den Fluss zurückdrängte. Während er insgeheim eine Großoffensive vorbereitete, gaben dessen Truppen vor, lediglich eine Verteidigungslinie aufzubauen. Mit schlecht verschlüsselten Funksprüchen wurde immer mehr Material zum Bau von Bunkern angefordert und Lautsprecher verbreiteten den Lärm von Dampframmen. Gleichzeitig führte Schukow im Schutz der Nacht Panzer zur Verstärkung heran und ließ sie tarnen.
Am 23. Juli griffen die Japaner erneut an, konnten die sowjetische Verteidigungslinie aber nicht durchbrechen. Es war ihnen entgangen, dass Schukow seine Truppen auf 58.000 Mann, etwa 500 Panzer und 250 Flugzeuge aufgestockt hatte. Schukow startete am 20. August um 05:45 Uhr nach dreistündiger Artillerievorbereitung den Angriff mit Panzern, Flugzeugen, Infanterie und Kavallerie. Dem hatten die Japaner mit ihren veralteten Fahrzeugen nichts entgegenzusetzen. Ihre Artillerie besaß auch keine panzerbrechenden Granaten. Die veraltete Taktik und Ausrüstung der Japaner hatte eine eklatante Niederlage zur Folge.
Die damalige japanische Verteidigungsdoktrin sah vor, dass die Position mit starkem Abwehrfeuer zu verteidigen und auf eine Entlastung zu warten sei. Dies war gegen schlecht ausgerüstete chinesische Truppen zwar sehr erfolgreich, doch die sowjetischen Panzer durchbrachen die Linien, schlossen zwei Divisionen ein und rieben die anderen Truppen auf. Ein Ausbruchsversuch scheiterte am 22. August. Da die Truppen sich nicht ergeben wollten, wurde die japanische 6. Armee bis zum 30. August völlig aufgerieben.
Am 16. September unterzeichneten beide Seiten einen Waffenstillstand und einigten sich auf die existierenden Grenzen. Schukow erhielt für den Sieg das erste Mal (von insgesamt vier Malen) die Auszeichnung „Held der Sowjetunion“. So war der Konflikt im Osten beendet und – unter Vermeidung eines Militäreinsatz an zwei Fronten – der Weg wie die Streitkräfte frei zum Sowjetischen Einmarsch in Polen ab 17. September 1939.
Der Ausgang der Kämpfe war durch das asymmetrische Kräfteverhältnis vorbestimmt. Noch vor der Unterzeichnung des Waffenstillstandes war eine japanische Division vernichtet. Die Rote Armee hatte sehr hohe Verluste an gepanzerten Fahrzeugen und Panzern. Die Japaner waren im Abwehrkampf sehr stark und psychologisch gut vorbereitet. Die sowjetische Armeeführung erkannte, dass das Vorrücken mit Panzerverbänden und gepanzerter Technik ohne gleichzeitige Artillerie- und Infanterieunterstützung sehr hohe Verluste nach sich ziehen konnte.

## Verluste

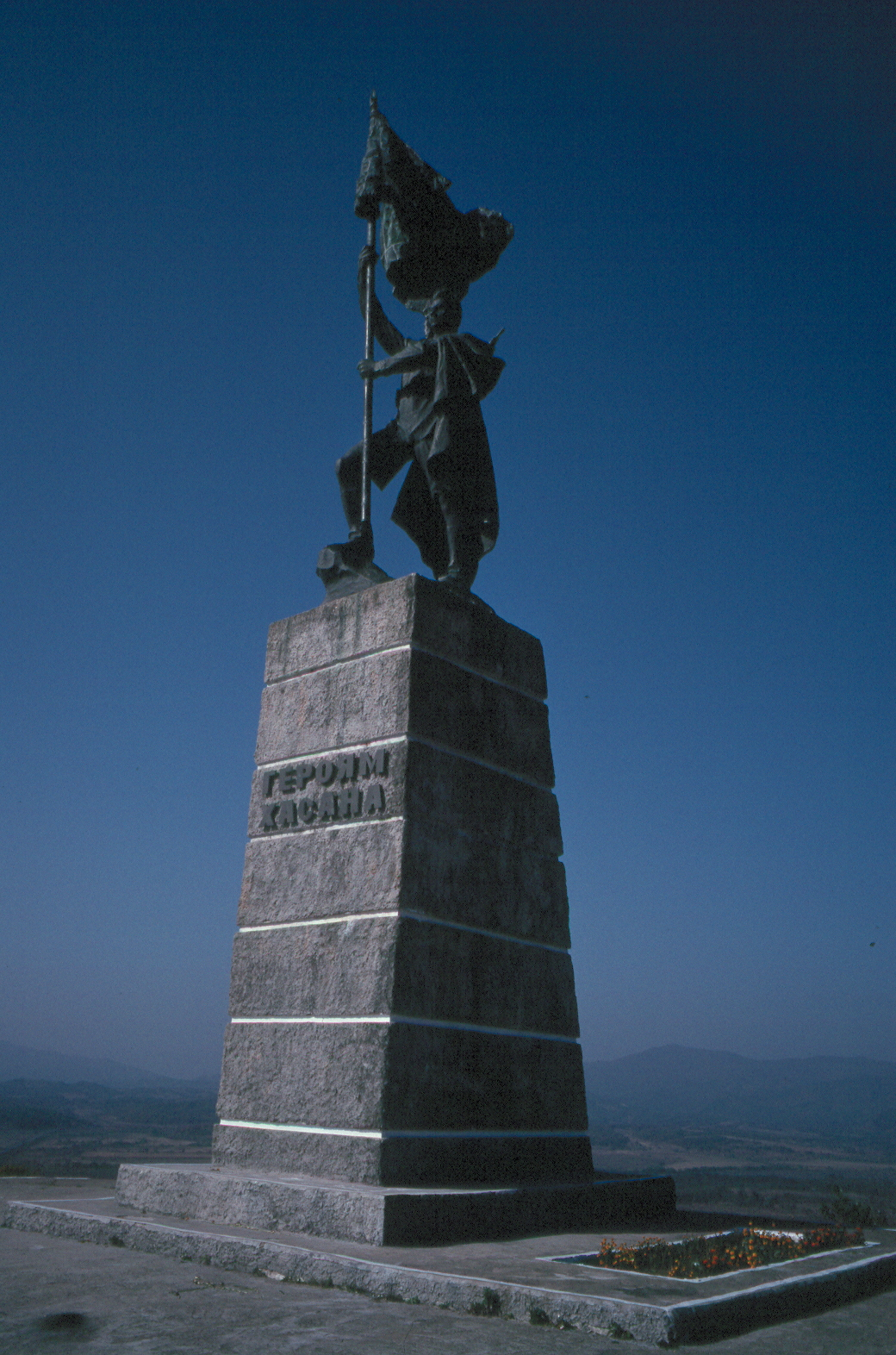
Sowjetisches Kriegerdenkmal für die Schlacht am Chassansee

Auf Seite der japanischen Armee waren 30.000 Soldaten an dem Konflikt beteiligt, von denen nach japanischen Angaben 8.440 starben und 8.766 verwundet wurden. Die Rote Armee hatte 57.000 Infanteristen, 498 Panzer und 346 gepanzerte Fahrzeuge eingesetzt und gab an, 9.284 Mann seien verwundet oder getötet worden. Nach dem Zusammenbruch der Sowjetunion 1991 wurden jedoch Dokumente veröffentlicht, die eine weitaus größere Zahl berichteten: 9.703 Getötete und Vermisste (6.472 Getötete und Tote an Wunden während der Evakuierung, 1.152 Tote an Wunden in Krankenhäusern, 8 Tote an Krankheiten, 2.028 Vermisste, 43 Nichtkampftote), 15.251 Verwundete und weitere 701 bis 2.225 Kranke, insgesamt zwischen 25.655 und 27.179 Opfer.

## Folgen
Als Folge des Konfliktes versuchten die Japaner, ihre Gebiete weiter im Süden zu erweitern, und führten den Zweiten Japanisch-Chinesischen Krieg massiv weiter, bis es zum Pazifikkrieg kam. Außerdem sorgte der Ausgang der Schlacht am Chalchin Gol dafür, dass Japan nicht die Sowjetunion angriff, um das verbündete Deutsche Reich zu unterstützen, so wie es Adolf Hitler nach dem Dreimächtepakt erwartet hatte. Am 13. April 1941 unterzeichneten Japan und die Sowjetunion einen Neutralitätspakt. Trotzdem war die Situation bei Angriffsbeginn des Ostfeldzuges am 22. Juni 1941 besser für Hitler, da viele Truppen der Roten Armee in diesem Gebiet gebunden blieben, da man weitere Angriffe befürchtete. Erst durch Funksprüche des Agenten Richard Sorge im August 1941 erfuhr die sowjetische Führung, dass der erwartete japanische Angriff ausbleiben würde und konnte daher große Teile der für den Winterkrieg gut ausgerüsteten Fernostarmee abziehen und auf dem europäischen Kriegsschauplatz einsetzen. Nach dem Angriff auf Pearl Harbor konnte die Rote Armee noch mehr Soldaten freibekommen und sie in der Schlacht um Moskau einsetzen.
Am 8. August 1945 kam es zu erneuten Kampfhandlungen. In der Konferenz von Jalta war vereinbart worden, dass die Sowjetunion 90 Tage nach dem Kriegsende in Europa Japan und dessen Verbündete angreifen sollte. Diese Vereinbarung hielt die Rote Armee auf den Tag genau ein und begann, gleichzeitig mit dem Atombombenabwurf auf Nagasaki, mit über einer Million Soldaten die Sowjetische Invasion der Mandschurei.
Gemäß den in der Kairoer Erklärung formulierten alliierten Kriegszielen wurde das besetzte Gebiet 1946 von der Sowjetunion an die Republik China zurückgegeben.

### Fach- und Sachbücher
- Konstantin Simonow: Waffengefährten. Kultur und Fortschritt, Berlin 1967 (russisch: Товарищи по оружию. Übersetzt von Otto Braun).
- Chiyoko Sasaki: Der Nomonhan Konflikt. Das fernöstliche Vorspiel zum Zweiten Weltkrieg. Hrsg.: Universität Bonn. Bonn 6. November 1968 (Dissertation, Philosophische Fakultät).
- Alvin D. Coox: The anatomy of a small war:  the Soviet-Japanese struggle for Changkufeng, Khasan, 1938. Greenwood Press, Westport/London 1977, ISBN 0-8371-9479-2 (amerikanisches Englisch).
- Onda Shigetaka: Ningen no kiroku. Nomonhan-sen. Tokuma Shoten, Tokio 1977 (japanisch: 人間の記録　ノモンハン戦.).
- Christopher D. Bellamy, Joseph S. Lahnstein: The new Soviet defensive policy: Khalkhin Gol 1939 as case study. Hrsg.: U.S. Army War College. Carlisle September 1990 (dtic.mil [PDF; abgerufen am 2. August 2018]).
- Jonathan Haslam: The Soviet Union and the Threat from the East, 1933–41: Moscow, Tokyo, and the Prelude to the Pacific War (= Series in Russian and East European studies. Nr. 16). University of Pittsburgh Press, Pittsburgh 1992, ISBN 978-0-8229-1167-8, S. 208 (amerikanisches Englisch).
- John Erickson: The Soviet High Command. A Military-Political History, 1918–1941 (= Cass series on Soviet (Russian) military institutions. Nr. 3). 3. Auflage. Frank Cass, London 2001, ISBN 0-7146-5178-8 (britisches Englisch).
- Alvin D. Coox: Nomonhan. Japan Against Russia, 1939. 1. Auflage. Stanford University Press, Stanford, 2002, ISBN 0-8047-1835-0 (amerikanisches Englisch).
- Rainer Göpfert: Der unerklärte Krieg am Chasan-See und am Chalchin-Gol (= Flieger Revue Extra. Nr. 4). Möller, 2004, ISSN 0941-889X.
- Stuart D. Goldman: Nomonhan, 1939. The Red Army's Victory that Shaped World War II. Naval Institute Press, Annapolis, Maryland 2012, ISBN 978-1-59114-329-1 (amerikanisches Englisch).
- Edward J. Drea: Nomonhan. Japanese-Soviet tactical combat, 1939 (= Leavenworth papers. Band 2). Combat Studies Institute, Fort Leavenworth, Kansas 1981, ISBN 978-1-105-65014-7 (amerikanisches Englisch, army.mil [PDF]).

### Prosa
- Haruki Murakami: Mister Aufziehvogel. 3. Auflage. btb, 2007, ISBN 978-3-442-72668-4 (japanisch: Nejimaki-dori Kunonikuru. Übersetzt von Giovanni Bandini, Erstausgabe:  1994, fiktiver Roman).
- Haruki Murakami: Die Chroniken des Aufziehvogels. Dumont, 2020, ISBN 978-3-8321-8142-0 (japanisch: Nejimaki-dori Kunonikuru. Übersetzt von Ursula Gräfe, Erstausgabe:  2020, fiktiver Roman).